# ژرار ژونیو

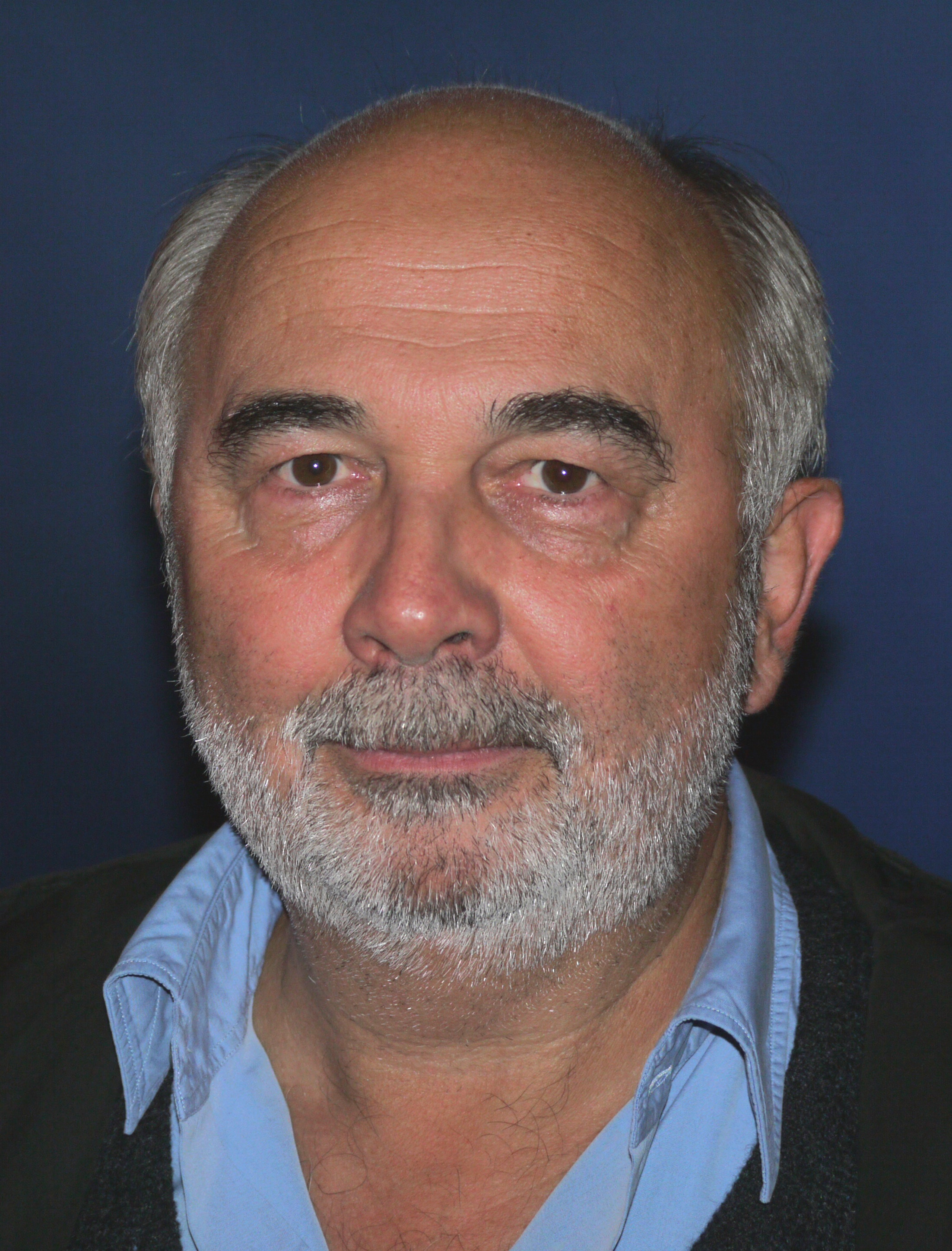

ژرار ژان ژونیو (به فرانسوی: Gérard Jean Jugnot) (زاده ۴ مه ۱۹۵۱) هنرپیشه، کارگردان فیلم، تهیه‌کننده و فیلم‌نامه‌نویس
فرانسوی است. فیلم هم‌سُرایان، مهم‌ترین فیلم در کارنامهٔ بازیگری وی به‌شمار می‌رود که به خاطر آن نامزد جایزه سزار بهترین بازیگر مرد شد.

## فیلمشناسی
- زمانیکه گرگ را فریاد می‌زنی (۲۰۱۹)
- نیکی لارسون و عطر کوپید (۲۰۱۹)
- سفر شگفت‌انگیز مرتاض (۲۰۱۸)
- زندگی قشنگه وقتی بهش فکر می‌کنی (۲۰۱۷)
- کمپینگ ۳ (۲۰۱۶)
- قانون... (مجموعهٔ تلویزیونی، ۲۰۱۵–۲۰۱۶)
- بین دوستان (۲۰۱۵)
- خداحافظ پاریس (۲۰۱۳)
- آستریکس و اوبلیکس: خدا حافظ خاک بریتانیا (۲۰۱۲)
- قهرمانان من (۲۰۱۲)
- مغربی در شهر (۲۰۱۱)
- نبرد دکمه‌ها (۲۰۱۱)
- نیکولاس کوچک (۲۰۰۹)
- یک روز در موزه (۲۰۰۸)
- دختر سیسیلی (۲۰۰۸)
- پاریس ۳۶ (۲۰۰۸)
- خوابگاه سرخ (۲۰۰۷)
- بریگاد ببر (۲۰۰۶)
- برونزه‌ها ۳ (۲۰۰۶)
- بودو (۲۰۰۵)
- هم‌سرایان (۲۰۰۴)
- کلیدهای ماشین (۲۰۰۳)
- مسابقه (۲۰۰۲)
- آقای باتینیول (۲۰۰۲)
- بله، اما... (۲۰۰۱)
- بهترین امید زنانه (۲۰۰۰)
- نمی‌باید!... (۱۹۹۶)
- خستگی در حد مرگ (۱۹۹۴)
- یک دوره فوق‌العاده… (۱۹۹۱)
- رازهای تخصصی دکتر آفلگلوک (۱۹۹۱)
- ۱۰۰۱ شب (۱۹۹۰)
- بی‌ترس و پشیمانی (۱۹۸۸)
- تاندم (۱۹۸۷)
- شب مستی (۱۹۸۶)
- بخش‌هایی از زندگی (۱۹۸۵)
- همیشه اسکوت (۱۹۸۵)
- پینو پلیس ساده (۱۹۸۴)
- همینطوری که هستی (۱۹۸۴)
- محافظ شخصی (۱۹۸۴)
- بابابزرگ عضو گروه مقاومت است (۱۹۸۳)
- برای صدتا، دیگه هیچی نمیدن... (۱۹۸۲)
- ضربه چتر (۱۹۸۰)
- بابا نوئل یک آشغال است (۱۹۷۹)
- روستایی چنین زیبا (۱۹۷۹)
- قهرمان‌ها دهانشان بوی شیر نمی‌دهد (۱۹۷۹)
- برونزه‌ها به اسکی می‌روند (۱۹۷۹)
- برونزه‌ها (۱۹۷۸)
- نوازش‌های کوچک (۱۹۷۸)
- هربی به مونت کارلو می‌رود (۱۹۷۷)
- بچه‌های لوس (۱۹۷۷)
- گروهان هفتم در زیر نور ماه (۱۹۷۷)
- همه جورش رو دیدیم (۱۹۷۶)
- قضاوت و ترور (۱۹۷۶)
- اسباب‌بازی (۱۹۷۶)
- مستأجر (۱۹۷۶)
- آقای کلاین (۱۹۷۶)
- دراکولای پدر و پسر (۱۹۷۶)
- شکارچی‌ای از ماکسیم‌ها (۱۹۷۶)
- کالموس (۱۹۷۶)
- جشنی بر پا کنید (۱۹۷۵)
- مکان رفتن (۱۹۷۴)
- درود آرتیست (۱۹۷۳)
- سال ۰۱ (۱۹۷۳)